# 45 Eridani
45 Eridani, som är stjärnans Flamsteed-beteckning, är en ensam stjärna belägen i den norra delen av stjärnbilden stjärnbilden Eridanus. Den har en skenbar magnitud på ca 4,91 och är svagt synlig för blotta ögat där ljusföroreningar ej förekommer. Baserat på parallax enligt Gaia Data Release 2 på ca 4,7 mas, beräknas den befinna sig på ett avstånd på ca 700 ljusår (ca 215 parsek) från solen. Den rör sig bort från solen med en heliocentrisk radialhastighet av ca 15 km/s.

## Egenskaper
45 Eridani är en orange till gul jättestjärna av spektralklass K0/1 III, som har förbrukat förrådet av väte i dess kärna och utvecklats bort från huvudserien. Den har en radie som  är ca 50 solradier och utsänder ca 788 gånger mera energi än solen från dess fotosfär vid en effektiv temperatur av ca 4 300 K.